# Peugeot 308 (2013)
 For alternative betydninger, se Peugeot 308. (Se også artikler, som begynder med Peugeot 308)
Peugeot 308 er en lille mellemklassebil fra Peugeot, som blev introduceret i 2013 på Frankfurt Motor Show og kom til Danmark i weekenden 2.-3. november 2013. Bilen er en afløser af 1.generation Peugeot 308, der udkom i 2007. Selvom bilen bærer samme navn som sin forgænger, er bilen dog markant ændret. Dette er som del af en ny designstrategi for Peugeots biler.

## Navngivning
Efter Peugeot 301 er 308 den anden Peugeot-model hvor et modelnummer genbruges, og den første med samme modelbetegnelse som forgængeren. Dette følger Peugeots nye nummereringssystem, hvor det sidste ciffer altid er "8" for normale modeller og "1" for modeller beregnet til vækstlande. 

## Tekniske specifikationer
Anden generation af Peugeot 308 er baseret på PSA Peugeot Citroën's EMP2-platform, og er derved blevet ca. 140 kg lettere end den gamle model. 

### Motorer
| Model         | Cylindre | Ventiler | Slagvolume cm³ | Max. effekt kW (hk) / omdr. | Max. drejningsmoment Nm / omdr. | Motorkode | 0-100 km/t sek. | Topfart km/t | Byggeår  |
| ------------- | -------- | -------- | -------------- | --------------------------- | ------------------------------- | --------- | --------------- | ------------ | -------- |
| Benzinmotorer |          |          |                |                             |                                 |           |                 |              |          |
| 1.2 VTi       | 3        | 12       | 1199           | 60 (82) / 5750              | 118 / 2750                      | HMZ       | 13,3            | 172          | 9/2013 − |
| 1.6 THP       | 4        | 16       | 1598           | 92 (125) / 6000             | 200 / 1400                      | 5FA       | 8,9             | 202          | 9/2013 − |
| 1.6 THP       | 4        | 16       | 1598           | 115 (156) / 6000            | 240 / 1400                      | 5FV       | 8,0             | 215          | 9/2013 − |
| Dieselmotorer |          |          |                |                             |                                 |           |                 |              |          |
| 1.6 HDi       | 4        | 8        | 1560           | 68 (92) / 4000              | 230 / 1750                      | 9HP       | 11,3            | 183          | 9/2013 − |
| 1.6 e-HDi     | 4        | 8        | 1560           | 85 (116) / 3600             | 270 / 1750                      | 9HC       | 10,2            | 196          | 9/2013 − |

1. ↑  Med overboost kortvarigt 285 Nm